# Thaba-Tseka
Thaba-Tseka est une ville du Lesotho, chef-lieu du district de Thaba-Tseka. Lors du recensement de 2005, sa population s'élevait à 5 423 habitants.